# Denkmalschutzgesetz (Bremen)
Das Gesetz zur Pflege und zum Schutz der Kulturdenkmäler ist das für das Land Freie Hansestadt Bremen erlassene Denkmalschutzgesetz und regelt den Denkmalschutz auf dem Gebiet dieses Landes. Es ist eines der Denkmalschutzgesetze in Deutschland, für die die Gesetzgebungskompetenz für den Denkmalschutz auf der Ebene der Bundesländer liegt.

## Geschichte
In Bremen wurde der Denkmalschutz erstmals durch das Gesetz, betreffend den Schutz von Baudenkmälern und Straßen- und Landschaftsbildern vom 4. März 1909 geregelt. Zuvor war bereits das Gesetz gegen die Verunstaltung von Ortschaften und landschaftlich hervorragenden Gegenden vom 15. Juli 1907 erlassen worden. Diese Gesetze wurden ebenso wie das Ausgrabungsgesetz vom 26. März 1914 durch das Bremische Denkmalschutzgesetz aufgehoben.
Am 21. Dezember 2018 trat die Neufassung vom 18. Dezember 2018 in Kraft. Damit wurden hauptsächlich Begriffsbestimmungen, Verfahren der Behörden und Pflichten der Betroffenen präzisiert. Außerdem wurden Ordnungswidrigkeiten neu geregelt und Straftatbestände eingeführt.

## Allgemeine Bestimmungen
Denkmalpflege und Denkmalschutz (§ 1) werden als Aufgabe beschrieben, Kulturdenkmäler „wissenschaftlich zu erforschen, zu pflegen, zu schützen und zu erhalten“ und die Zusammenarbeit von Behörden, Eigentümern und Verfügungsberechtigten für diese Zwecke festgelegt. Kulturdenkmäler im Eigentum des Landes und der Stadtgemeinden müssen sich ihnen in besonderem Maße annehmen.
In den Begriffsbestimmungen (§ 2) werden Kulturdenkmäler definiert, die aus geschichtlichen, wissenschaftlichen, künstlerischen, technikgeschichtlichen, heimatgeschichtlichen oder städtebaulichen Gründen im öffentlichen Interesse erhalten werden müssen. Dazu zählen unbewegliche Denkmäler und Gruppen davon (Ensembles), bewegliche Denkmäler und unbewegliche Bodendenkmäler sowie deren jeweiliges Zubehör. Diese Kulturdenkmäler werden als geschützte Kulturdenkmäler (§ 3) unter Denkmalschutz gestellt.
Denkmalschutzbehörden (§ 4) sind das Landesamt für Denkmalpflege und die Landesarchäologie Bremen auf dem Gebiet der Stadtgemeinde Bremen und der Magistrat der Stadtgemeinde Bremerhaven auf deren Gebiet. Obere Denkmalschutzbehörde ist der Senator für Kultur.
Denkmalfachbehörden (§ 5) sind das Landesamt für Denkmalpflege und die Landesarchäologie. Ihnen obliegt die Denkmalpflege und die wissenschaftliche Erfassung (s. Inventarisation) und Erforschung der Kulturdenkmäler. Die Denkmalfachbehörden werden von einem unabhängigen und sachverständigen Denkmalrat (§ 6) beraten, dessen Mitglieder vom Senator für Kultur bestellt werden.
Die Unterschutzstellung (§ 7) eines Kulturdenkmals erfolgt entweder von Amts wegen durch Bescheid der Denkmalfachbehörde oder im Wege einer Rechtsverordnung des Senates. Sie wird im Amtsblatt der Freien Hansestadt Bremen bekanntgemacht. Die unter Schutz gestellten Kulturdenkmäler werden nachrichtlich in eine Denkmalliste eingetragen, die veröffentlicht wird und – ergänzt durch die Denkmaldatenbank – im Internet verfügbar ist. Die Denkmalfachbehörde kann Kulturdenkmäler, mit deren Unterschutzstellung zu rechnen ist, unter vorläufigen Schutz (§ 8) stellen. In § 14a wird die Rechtsgrundlage für die Verarbeitung personenbezogener Daten geschaffen.
Unbewegliche Bodendenkmäler, wie Hügelgräber, Steindenkmäler, Wurten, Burgwälle, Schanzen, Landwehre sowie in der Erde oder im Wasser verborgene unbewegliche oder bewegliche Sachen, Überreste und Spuren unterliegen gem. § 3 Abs. 2 bereits vor der Unterschutzstellung der Schutzvorschrift des § 10.

## Allgemeine Schutzvorschriften
Den Eigentümern und sonstigen Verfügungsberechtigten wird auferlegt, die geschützten Kulturdenkmäler zu pflegen und zu erhalten, soweit dies zumutbar ist (Erhaltungspflicht, § 9). Ebenso werden Genehmigungspflichtige Maßnahmen (§ 10) und Anzeigepflichten (§ 11) bei Baumängeln u. a. sowie Auskunfts- und Duldungspflichten (§ 13) bestimmt. Zur Sicherung der Erhaltung eines geschützten Kulturdenkmals (§ 12) kann die Denkmalschutzbehörde eine Frist setzen, in der die erforderlichen Maßnahmen durchgeführt werden sollen. Nach Ablauf der Frist kann sie selbst tätig werden und den Eigentümer die entstanden Kosten in Rechnung stellen. Der Öffentlichkeit soll der Zugang zu Kulturdenkmälern (§ 14) gestattet werden, sofern dies möglich ist.

## Ausgrabungen und Funde
Funde (§ 15) eines Kulturdenkmals oder Überresten oder Spuren davon sind der Denkmalfachbehörde mitzuteilen. Ausgrabungen (§ 16)  sowie Bergungen aus Gewässern bedürfen einer schriftlichen Genehmigung der Landesarchäologie. Abgegrenzte Gebiete, in denen vermutlich Bodendenkmäler liegen, können durch die obere Denkmalschutzbehörde zu Grabungsschutzgebieten (§ 17) erklärt werden. Gefundene bewegliche Kulturdenkmäler unterliegen einer Pflicht zur vorübergehenden Ablieferung (§ 18), damit sie wissenschaftlich erfasst und erforscht werden können. Herrenlose bewegliche Kulturdenkmäler und solche, deren Eigentümer wegen Zeitablaufs nicht mehr zu ermitteln ist, werden in bestimmten Fällen Eigentum des Landes (Schatzregal, § 19).

## Enteignung und Entschädigung
In bestimmten Fällen ist die Enteignung (§ 20) für Zwecke des Denkmalschutzes gegen Entschädigung zulässig. Für sonstige entschädigungspflichtige Maßnahmen (§ 21), die eine enteignende Wirkung haben, ist ebenfalls eine angemessene Entschädigung zu zahlen.

## Ordnungswidrigkeiten und Straftaten
Wer vorsätzlich oder fahrlässig der Duldungspflicht zuwiderhandelt, der Anzeige- und Auskunftspflicht nicht nachkommt, einen Beauftragten der zuständigen Behörde das Betreten oder das Besichtigen eines Kulturgutes oder einer Fundstätte nicht gestattet, ein Kulturdenkmal beiseiteschafft, beschädigt oder zerstört, dessen Ablieferung verlangt wurde, handelt Ordnungswidrig (§ 22). Wer unrichtige Angaben macht oder unrichtige Pläne oder Unterlagen vorlegt um eine zuständige Behörde zu einem Tätigwerden zu veranlassen, handelt ebenso Ordnungswidrig. Die Geldbuße für eine Ordnungswidrigkeit kann bis zu hunderttausend Euro und in besonders schweren Fällen bis zu fünfhunderttausend Euro betragen.
Wer ohne eine erforderliche Genehmigung nach den § 10 handelt und dabei ein Kulturdenkmal beschädigt oder zerstört, begeht eine Straftat (§ 23). Dies gilt auch wer ohne eine Genehmigung nach § 16 oder § 17 handelt und dadurch ein Kulturdenkmal von hervorragendem wissenschaftlichen Wert oder seinen Fundzusammenhang beschädigt oder zerstört. Sofern die Straftat nicht aufgrund von anderen Vorschriften mit einer schweren Strafe geahndet werden kann, kann mit einer Freiheitsstrafe von bis zu zwei Jahren oder einer Geldstrafe bestraft werden.

## Abhängige Verordnungen
Auf Grund des Bremischen Denkmalschutzgesetzes sind folgende Verordnungen ergangen:
- Verordnung über die Unterschutzstellung von Kulturdenkmälern und das Eintragungs- und Löschungsverfahren vom 30. April 2019[2]
- Verordnung über die Zusammensetzung und die Tätigkeit des Denkmalrates vom 30. April 2019[3]